# Неміровиці
Неміровиці (пол. Niemirowice) — село в Польщі, у гміні Біла-Равська Равського повіту Лодзинського воєводства.
Населення — 125 осіб (2011).
У 1975-1998 роках село належало до Скерневицького воєводства.

## Демографія
Демографічна структура станом на 31 березня 2011 року:
|          | Загалом | Допрацездатний вік | Працездатний вік | Постпрацездатний вік |
| -------- | ------- | ------------------ | ---------------- | -------------------- |
| Чоловіки | 63      | 12                 | 39               | 12                   |
| Жінки    | 62      | 12                 | 31               | 19                   |
| Разом    | 125     | 24                 | 70               | 31                   |